# Mark Neale
Mark Neale és un documentalista i director de cinema britànic instal·lat a Los Angeles, Califòrnia. El seu treball més conegut és el documental de 1999 No Maps for These Territories, que perfilava l'autor cyberpunk William Gibson. Abans de No Maps, Neale havia estat un aclamat director de vídeo musical, fent vídeos per a artistes com U2, Paul Weller i Counting Crows. El 2003, Neale va escriure i dirigir Faster, un documental sobre el campionat mundial de motociclisme de MotoGP i la seva seqüela The Doctor, the Tornado and the Kentucky Kid el 2006.

## Filmografia
- Mojo Working: Jimi Hendrix (1992)
- No Maps for These Territories (1999)
- Faster (2003)
- Faster & Faster (2004)
- The Doctor, the Tornado and the Kentucky Kid (2006)
- Charge, Zero Emissions/Maximum Speed (2011)
- Fastest (2011)
- Hitting The Apex (2015)

## Videografia
- U2 — "Lemon" (1993)